# Hayward (Californie)
Pour les articles homonymes, voir Hayward.
Hayward est une ville située sur l'Est de la baie (East Bay, partie est de la baie de San Francisco) dans le comté d'Alameda, dans l'État de Californie, aux États-Unis. Elle est considérée comme une ville moyenne de la conurbation d'Oakland et de San Francisco.
La ville est le siège de la California State University, East Bay, l'un des campus de l'Université d'État de Californie.

## Personnages célèbres
- Jeff Beal
- Marco Dapper
- James Graham Cooper
- DJ Shadow
- Dwayne Johnson
- Arthur Larsen
- Bill Lockyer
- Don Wakamatsu
- Kristi Yamaguchi
- Hamza Yusuf
- Claudia Kolb
- Spice 1 (rappeur)

## Démographie
| 1870 | 1880  | 1890  | 1900  | 1910  | 1920  |
| ---- | ----- | ----- | ----- | ----- | ----- |
| 504  | 1 231 | 1 419 | 1 965 | 2 746 | 3 487 |

| 1930  | 1940  | 1950   | 1960   | 1970   | 1980   |
| ----- | ----- | ------ | ------ | ------ | ------ |
| 5 530 | 6 736 | 14 272 | 72 700 | 93 058 | 93 585 |

| 1990    | 2000    | 2010    | - | - | - |
| ------- | ------- | ------- | - | - | - |
| 111 498 | 140 030 | 144 186 | - | - | - |

## Jumelages
Funabashi (Japon)
 Ghazni (Afghanistan)
 Yixing (Chine)
 Faro (Portugal)
 San Felipe (Mexique)

## Source
- (en) Cet article est partiellement ou en totalité issu de l’article de Wikipédia en anglais intitulé « Hayward, California » (voir la liste des auteurs).

1. ↑  « Statistiques des États-Unis - Californie - Profils des communautés de 2010 » (consulté en novembre 2020)